# Бой на горе Сарабурун
Бой на горе Сарабурун — боевые действия на участке болгарско-греческой границы у вершины горы Сарабурун (возле пограничной пирамиды 371) в ночь с 30 на 31 марта 1952 года, крупнейшее и наиболее серьёзное боевое столкновение с участием болгарских пограничных войск в период после окончания Второй мировой войны.

## Силы сторон
В боевом столкновении с диверсионной группой из четырёх диверсантов, вооружённых автоматами и ручными гранатами, участвовали:
- пограничный наряд погранзаставы «Орел» (3 пограничника)[6]
- тревожная группа погранзаставы «Круша» (4 пограничника)[6]
- резервная группа пограничников, которой командовали лейтенант Николай Гаговски и Григор Манчев[6]

## Ход событий
В ночь с 30 на 31 марта 1952 года находившийся на участке болгарско-греческой границы у горы Сарабурун (возле пограничной пирамиды 371) болгарский пограничный наряд из трёх пограничников заставы «Орел» (младший сержант Асен Илиев, рядовые Боянов и Цочев) услышал тихие звуки шагов, в результате наблюдения было установлено, что группа неизвестных лиц (количество которых оценили в 3-4 человека) осторожно движется по берегу реки. Когда нарушители приблизились, А. Илиев крикнул им «Стой!» и в этот момент пограничники заметили, что силуэты людей свидетельствуют о наличии у них оружия. Илиев успел громко приказать «Сдавайтесь!», после чего диверсанты открыли огонь из автоматов на звук голоса. Пули прошли над головами пограничников.
На соседней заставе «Круша» услышали выстрелы, пограничники сообщили о происшествии командованию и выдвинулись на помощь.
В 3:00 31 марта 1952 года штаб пограничных войск Болгарии получил сообщение о стрельбе на вершине горы Сарабурун, и соседние заставы подняли по тревоге.
После того, как пограничники открыли ответный огонь, диверсанты начали отходить к границе. А. Илиев принял решение опередить противника, выйти в тыл к диверсантам и отрезать им путь к отступлению. Недалеко от линии границы А. Илиев встретил пограничников с заставы «Круша», которым приказал идти на помощь Боянову и Цочеву и не дать диверсантам укрыться в скалах, а также пополнил боекомплект, взяв у них часть боеприпасов.
Прибывшие к месту боя С. Косовски и Г. Стоименов предприняли попытку выйти во фланг диверсантам, но выползший из-за скалы Косовски был замечен противником и получил тяжелое ранение, спустя минуту погиб Г. Стоименов, после чего диверсанты сумели оторваться от преследования пограничников.
А. Илиеву удалось опередить трёх отступавших диверсантов и он занял удобную позицию в зарослях кустарника. Противники попытались пойти на прорыв, но были вынуждены залечь под огнём Илиева и открыли ответный огонь. Илиев залег в камнях и время от времени стрелял, поэтому диверсанты были вынуждены расходовать патроны. По оставленным ими следам было установлено, что они перемещались от камня к камню перебежками или переползали с места на место, меняя позиции и стараясь обойти стрелка. Подобравшись ближе к пограничнику, диверсанты начали бросать гранаты.
В это же время к пограничникам на автомашине прибыло подкрепление (резерв пограничной заставы, в том числе проводник со служебной собакой). Когда пограничники приблизились к месту боя, овчарка залаяла — возможно, что лай собаки услышали диверсанты, которые поняли, что через одну-две минуты будут окружены, они поднялись в полный рост и пошли на прорыв. Илиев, автомат которого был разбит выстрелом противника, бросил в них имевшиеся у него гранаты и камень, но был застрелен диверсантами.
Вслед за этим двух диверсантов застрелили поднявшиеся по склону пограничники Григор Манчев и мл. сержант Митков, третий диверсант был ранен и задержан.
В бою погибли два пограничника (мл. сержант Асен Илиев и ефрейтор Георги Стоименов), рядовой Стоил Косовски был смертельно ранен и скончался во время доставки в больницу.

## Последующие события
За проявленные в бою мужество и отвагу, Асен Георгиев Илиев был посмертно произведён в младшие лейтенанты и награждён орденом «За храбрость» III степени.
После завершения расследования обстоятельств происшествия, 19 апреля 1952 года болгарский министр иностранных дел Минчо Нейчев направил секретариату ООН открытое письмо с официальным протестом в отношении греческих властей, которые не только не принимали мер к прекращению провокаций на болгаро-греческой границе, но наоборот, поощряли их.

## Память
15 мая 1952 года находившейся на болгаро-греческой границе пограничной заставе «Орел» (на которой ранее служил Асен Илиев) было присвоено его имя (в начале 2000х годов застава была закрыта, к 2012 году она была разграблена и полуразрушена).
21 августа 1964 года имя Асена Илиева было присвоено пограничной заставе Краснознамённого Закавказского пограничного округа пограничных войск СССР, расположенной на территории Грузинской ССР, на границе с Турцией.
2 июня 1973 года памятник Асену Илиеву (архитектор Белчо Петров) был установлен в его родном селе Караманово.
В 1982 году обелиск трём погибшим в бою 31 марта 1952 года болгарским пограничникам был установлен на центральной площади села Вылче-Поле.
Мемориальная доска установлена в Видине.